# Jewish Ideas Daily
Il  Jewish Ideas Daily è stato un sito Web di notizie, cultura e questioni politiche relative al giudaismo e ad Israele., attivo fino a giugno del 2013 quando fu sostituito da Mosaic Magazine.

## Storia
Fu fondato a gennaio del 2010 sotto la direzione di Neal Kozodoy, con la missione di essere "il principale aggregatore e propositore di idee ebraiche sul web".The Jewish Ideas Daily era una pubblicazione "sorella" del Jewish Review of Books.
Oltre ai propri articoli, Jewish Ideas Daily ospitava le recensioni di monografie accademiche in lingua ebraica, il daily pick (lett. "scelte giornaliere") che era una selezione di cinque articoli provenienti da siti esterni ed il podcast di Michael Carasik sul brano settimanale della Torah. 

L'anteprima quotidiana dei titoli era ripresa dalla Jewish Telegraphic Agency, mentre i saggi originali pubblicati dal Jewish Ideas Daily erano spesso ripubblicati anche dal The Jerusalem Post.

## Direttori
- Neal Kozodoy (2010-2011)[4] ;
- Margot Lurie (2011-dicembre 2012):
- Suzanne Garment (dicembre 2012-giugno 2013).

Come la pubblicazione sorella Jewish Review of Books e Jewish Ideas Daily, anche il Mosaic Magazine è finanziato dal Tikvah Fund, una fondazione filantropica fondata da Zalman Bernstein.

## Opinioni
Lo scrittore americano John Podhoretz ha descritto Jewish Ideas Daily come "una disamina senza pari delle tendenze intellettuali, politiche e culturali nella vita ebraica". Secondo il giornalista britannico Daniel Johnson, "Jewish Ideas Daily è una delle molte manifestazioni della nuova vita intellettuale nel mondo ebraico americano, un mondo che è sempre stato caratterizzato da intensità e illuminazione".
Fra gli aspetti controversi emersi nel corso della sua attività, vi furono le di antisemitismo rivolte a Christopher Hitchens e le dimissioni pubbliche di uno dei blogger di Peter Beinart dal blog Open Zion / Zion Square.

## IlJewish Review of Books
Il Jewish Review of Books è una rivista trimestrale pubblicata a New York City, che presenta articoli di letteratura, cultura e attualità da una prospettiva ebraica. Ad essa collaborano il politologo Michael Walzer e lo storico Ruth Wisse.
Limitatamente ai primi due numeri della rivista, intervennero anche il critico musicale fumettista Harvey Pekar e la disegnatrice e grafica Tara Seibel.

In uno di questi numeri, il The Jewish Week disse che era l'esatta copia ebraica del New York Review of Books.